# الخطوط العريضة للمحاسبة
يتم توفير المخطط التالي كإجراء عام ومرشد موضعي للمحاسبة:
المحاسبة - قياس أو بيان أو تقديم ضمانات بشأن المعلومات المالية التي يستخدمها في المقام الأول المديرون والمستثمرون والسلطات الضريبية وصناع القرار الآخرون لاتخاذ قرارات تخصيص الموارد داخل الشركات والمنظمات والهيئات العامة. الشروط مستمدة من استخدام الحسابات المالية.

## طبيعة المحاسبة

### ما هو نوع الأشياء المحاسبية؟
يمكن وصف المحاسبة بأكملها من ما يلي:
- المهنة - المهنة التي يتم جذب شخص خاصة أو التي هي مناسبة لها، أو تدرب، أو المؤهلات. على الرغم من أنّها تستخدم في كثير من الأحيان في سياقات غير دينية، فإنّ معاني المصطلح نشأت في المسيحية.
  - المهنة
- الانضباط الأكاديمي

### جوهر المحاسبة
- الحسابات
  - نظام الحسابات الموحد
  - نظام الحساب المزدوج
- البيانات المالية
- المراجعة المالية

## مجالات المحاسبة
- التحقيق
- حساب التكاليف - يساعد المديرين على فهم تكاليف تشغيل الأعمال التجارية.
- المحاسبة المالية - مجال المحاسبة المعني بإعداد البيانات المالية للصناع القرارات، مثل المساهمين والموردين والبنوك والموظفين والوكالات الحكومية والمالكين وغيرهم من أصحاب المصلحة.
- المحاسبة الجنائية - مجال ممارسة متخصصة في المحاسبة يصف المشاركات التي تنتج عن النزاعات أو النزاعات الفعلية أو المتوقعة.
- حسابات الصناديق - نظام محاسبية يؤكد على المساءلة بدلاً من الربحية ، يستخدمها المنظمات غير الربحية والحكومات.
- المحاسبة الحكومية
- المحاسبة الإدارية - تتعلق بتقديم واستخدام المعلومات المحاسبية للمديرين داخل المنظمات، لتوفير لهم الأساس لاتخاذ قرارات تجارية مستنيرة ستسمح لهم بتجهيز أفضل في وظائفهم الإدارية والتحكم.
- المحاسبة الضريبية
  - محاسبة الضرائب في الولايات المتحدة

## تاريخ المحاسبة
تاريخ المحاسبة – يعود تاريخه إلى بلاد ما بين النهرين القديمة، ويرتبط ارتباطًا وثيقًا بالتطورات في الكتابة والعد والمال، وأنظمة المراجعة المبكرة من قبل المصريين القدماء والبابليين.
- تاريخ التقنيات التي أدت إلى تطوير المحاسبة
  - تاريخ الرياضيات
  - تاريخ الكتابة
  - تاريخ المال
- تاريخ أنظمة الحساب المزدوجة

## المفاهيم الرئيسية
- فترة الحساب - فترة تتعلق بها كتابات الحسابات لأي كيان.
- التراكم - في مجال التمويل، جمع الفائدة أو الاستثمارات المختلفة على مدى فترة زمنية.
- الحسابات - الحسابات هي تسجيل المعاملات المالية.
- أساس النقدية والتكامل - تستخدم أساليب المحاسبة الرئيسية للقاعدة النقدية وأساس التكامل (الفرق هو أساسا واحد من التوقيت) في ثلاثة بيئات: في الاقتصاد ، لحساب الدين العام الأمريكي ، [1] في الإبلاغ المالي ، وكذلك في بيئة الضرائب ، من أجل حساب الدخل الخاضع للضريبة للضرائب الفيدرالية على الدخل الأمريكي و ضرائب الدخل الأخرى.
- توقعات تدفقات النقد - جانب أساسي من الإدارة المالية للشركة، وتخطيط متطلبات النقد المستقبلية لتجنب أزمة السيولة.
- الرسم البياني للمحاسبات - قائمة للمحاسبة التي تستخدمها كيان تجاري لتحديد كل فئة من المواد التي يتم إنفاقها أو استلامها مقابلها.
- حساب القوة الشرائية المستمرة للمواد - طريقة متسقة لتصفية الحسابات باستخدام مؤشر عام يعكس تغيرات في القوة الشراء للمال. لذا، تحاول معالجة مشكلة التضخم بمعنى يفهمها الشعب، كانخفاض في قيمة العملة. تحاول معالجة هذه المشكلة عن طريق تحويل جميع قياسات وحدة العملة في الحسابات إلى وحدة في تاريخ مشترك باستخدام المؤشر."[2]
- التقارب - هدف إقامة مجموعة واحدة من المعايير المحاسبية التي سيتم استخدامها دولياً ، وبخاصة الجهد للحد من الاختلافات بين مبادئ المحاسبة المعتمدة بشكل عام في الولايات المتحدة ، ومعايير الإبلاغ المالي الدولي .
- تكلفة السلع المباعة - تكاليف المخزون من تلك السلع التي باعها الشركة خلال فترة معينة.
- الديون والائتمانات - جانبين من كل معاملة مالية.
- نظام الدخول المزدوج - مجموعة من القواعد اللازمة لتسجيل المعلومات المالية في نظام المحاسبة المالية حيث تغير كل معاملة أو حدث على الأقل حسابين مختلفين من حسابات الكتيب الاسمي.
- FIFO و LIFO - تقنيات المحاسبة المستخدمة في إدارة المخزون والمسائل المالية التي تنطوي على مبلغ الأموال التي ربطتها الشركة ضمن مخزون السلع المنتجة والمواد الخام والقطع والأجزاء أو المخزونات الغذائية.
- المبادئ الحسابية المعتمدة عموما: إطار قياسي للمبادئ التوجيهية للمحاسبة المالية المستخدمة في أي ولاية قضائية معينة.
- الوصول إلى الخير - مفهوم المحاسبة يعني قيمة الكيان فوق قيمة أصوله.
- التكلفة التاريخية - القيمة النقدية الأصلية لقطة اقتصادية.
- محاسبة السوق - محاسبة القيمة العادلة للأصول أو الخصومة بناءً على سعر السوق الحالي للأصول أو الضرائب، أو للأصول والخصوم المماثلة، أو بناءً علي قيمة "عادلة" أخرى تقييمها موضوعياً.
- مبدأ التطابق - إضفاء الضوء على حسابات التسجيل والمبدأ في إدراج الإيرادات.
- سجلات المحاسبة
  - السجلات
    - دفتر عام - سجل محاسبية رئيسي للشركة التي تستخدم الحسابات المزدوجة.

  - المجلة - حيث يتم تسجيل إدخالات الحساب المزدوجة عن طريق إيداع حساب واحد أو أكثر وإيداع حساب آخر أو أكثر بنفس المبلغ الإجمالي.
    - المجلات الخاصة - تسهيل عملية التسجيل والنشر من المعاملات.

  - بيانات البنك
  - العقود والاتفاقيات
  - بيانات التحقق
  - الإيصالات النقل
  - الفواتير
  - البطاقات
- الاعتراف بالدخل - حجر الزاوية في حسابات التراكم مع مبدأ التطابق.
- الرصيد المحلي - قائمة بجميع الحسابات العامة الموجودة في دفتر الأعمال التجاري.

## البيانات المالية
- الميزانية - ملخص للميزانية المالية لمشروع واحد، وشراكة تجارية، شركة أو منظمة تجارية أخرى، مثل شركة محدودة أو شركة محدودة. يتم سرد الأصول والخصوم والأسهم المملوكة اعتبارا من تاريخ محدد، مثل نهاية السنة المالية.
- بيان التدفقات النقدية - بيان مالي يظهر كيفية تأثير تغيرات الحسابات الموازنة والدخل على النقدية والمكافئات النقدية، ويقسم التحليل إلى الأنشطة التشغيلية والاستثمارية والتمويل.
- بيان الدخل - بيان مالي يوضح كيفية تحويل الإيرادات (المال الذي يتلقاه من بيع المنتجات والخدمات قبل إبرام النفقات، والمعروفة أيضًا باسم "خط الأعلى") إلى صافي الدخل (النتيجة بعد احتساب جميع الإيرادات والنفقات، ويعرف أيضا باسم "ربح صافي" أو "خط أدناه").
- بيان تغيرات الأسهم - بيان مالي يظهر كيف تغير قسم الأسهم في البيانات على مدار السنة.
- ملاحظات - ملاحظات الإحصاءات المالية هي معلومات إضافية تضاف إلى نهاية الإحصاءة المالية.
- مناقشة وإجراء تحليل - جزء متكامل من البيانات المالية السنوية للشركة، وتوفر شرحًا روائيًا، من خلال عيون الإدارة، حول كيفية أداء الشركة في الماضي، وضعتها المالية، وآفاقها المستقبلية.
- XBRL - لغة تقارير الأعمال المتوسطة: متوافرة بحرية ومفتوحة ومعيار عالمي لتبادل المعلومات التجارية.

## التدقيق
- تقرير المراجح - تقرير المراجع هو رأي رسمي ، أو تفكيك المسؤولية عن هذا ، الصادر عن المراجع الداخلي أو المراجع الخارجي المستقل نتيجة لتدقيق الداخلي أو الخارجي أو التقييم الذي أجرى على كيان قانوني أو فرع له .
- تقييم الذات للسيطرة - هو تقنية طورت في عام 1987 تستخدم من قبل مجموعة واسعة من المنظمات بما في ذلك الشركات والجمعيات الخيرية والإدارات الحكومية، لتقييم فعالية عمليات إدارة المخاطر والسيطرة الخاصة بهم. [3] [4] في بعض الظروف، لا يكون التقييم الذاتي للسيطرة فعالاً دائماً. [5] سبيل المثال، يمكن أن يكون من الصعب تنفيذها في بيئة لامركزية، في المنظمات التي يوجد فيها حجم كبير من التحولات الموظفة، حيث تمر المنظمة بتغييرات متكررة أو حيث لا يعزز الإدارة العليا للمنظمة ثقافة التواصل المفتوح. [1]
- المراجعة المالية - المراجعة الماليّة، أو أكثر دقة، مراجعة البيانات المالية، هي التحقق من البيانات الماليّات لهيئة قانونية، بهدف التعبير عن رأيّة مراجعة.
- GAAS / ISA - المعايير المعتمدة بشكل عام ، أو GAAS هي مجموعات من المعايير التي يتم إجراءها وتحكم فيها على جودة المراجعات.
- المراجعة الداخلية - المراجعة الدخلية هي نشاط مستقل وموضوعي للتأكد والاستشارات المصممة لإضافة قيمة وتحسين عمليات المنظمة.
- قانون ساربانز-أوكسلي - قانون ساربانس-أوكسي لعام 2002 ، المعروف أيضًا باسم "قانون إصلاح المحاسبة العامة للشركات وحماية المستثمرين" و"قانون المساءلة والمسؤولية للشركات والتحقق" ويعرف بشكل عام باسم ساربانس -أوكسلى أو ساربوكس أو SOX ، هو قانون فدرالي في الولايات المتحدة يحدد معايير جديدة أو معززة لجميع الولايات المتحدة.

## برامج المحاسبة
برامج المحاسبة
- نظام المعلومات المحاسبية
- مقارنة البرمجيات المحاسبية
- المحاسبة الإلكترونية
- الفواتير الإلكترونية
- آلة حساب الرهن العقاري
- برامج تتبع الوقت

## المؤهلات المحاسبية
- وكالة المخابرات المركزية - العنوان المهني الأساسي الذي تقدمه المعهد الدولي للطاقة الذرية
- CA - أول محاسبين يشكلون هيئة مهنية ، تأسست  (إيه) البداية في بريطانيا في عام 1854.[6]
- CPA - العنوان القانوني للمحاسبين المؤهلين في الولايات المتحدة الذين اجتازوا امتحان المحاسبين العامين المعتمدين الموحدين وأتوفوا بالمتطلبات الإضافية للدولة في التعليم والخبرة للحصول على شهادة ك CPA.
- (سي سي إيه) - يُعتبر تاريخياً عنوان المحاسبين المختصين البريطانيين الذي منحته جمعية المحاسبين المؤهلين .
- CGA - تعيين المهنيين الذين هم أعضاء مشتركين في جمعية المحاسبين العامين المعتمدين في كندا وجمعية CGA المحلية أو الإقليمية أو جمعية CGA في الخارج.
- الـ CMA - يستخدمها مختلف الهيئات المهنية في جميع أنحاء العالم لتعيين شهاداتهم المهنية المختلفة.
- (قط) - CAT - تقدمها رابطة المحاسبين المعتمدين
- المشاركة في إدارة المعلومات والموارد المالية في مجال المعلومات والمعاملات المالية
- (IIA) - هيئة تحديد الإرشادات.
- شهادة CTP - التي تمنحها جمعية المهنيين الماليين في بيتسدا ، ماريلاند للأفراد الذين يلبون معايير الأهلية ويدلوا على معايير الكفاءة الحالية التي تم قياسها من خلال امتحان CTP.

## منظمات المحاسبة
- شبكة المحاسبة
- قائمة هيئات المحاسبة

## المطبوعات المحاسبية

### المجلات
- أبو كوس
- المحاسبة والمصلحة العامة
- مجلة مؤرخين المحاسبة
- تاريخ المحاسبة
- مراجعة تاريخ المحاسبة
- الأفق المحاسبية
- توقعات المحاسبة
- مجلة المحاسبة والتحقق والمساءلة
- المحاسبة والمنظمات والمجتمع
- تقدم في المحاسبة العامة
- مراجعة المحاسبة البريطانية
- أبحاث المحاسبة المعاصرة
- المواقف النقدية في مجال المحاسبة
- مراجعة المحاسبة الأوروبية
- مجلة المحاسبة والاقتصاد
- مجلة المحاسبة والسياسة العامة
- مجلة أبحاث المحاسبة
- مجلة المحاسبة والتحقق والتمويل
- مجلة التمويل والحساب للأعمال
- المحاسبة الإدارية ربع سنوي
- البحوث في تنظيم المحاسبة
- مراجعة دراسات المحاسبة
- مجلة المحاسبة الاجتماعية والبيئية
- مراجعة المحاسبة
- المحاسب المتقدم

## الإشارات
1. ↑  "Measuring the Deficit: Cash vs. Accrual". مكتب محاسبة الحكومة. مؤرشف من الأصل في 2023-05-12. اطلع عليه بتاريخ 2011-01-19.
2. ↑  Inflation Accounting: An Introduction to the Debate, Geoffrey Whittington, Cambridge University Press, 1983, (ردمك 0-521-27055-3), (ردمك 978-0-521-27055-7), P. 73.
3. ↑  "Control Self-assessment: An Introduction". The Institute of Internal Auditors. مؤرشف من الأصل في 2010-08-23. اطلع عليه بتاريخ 2012-03-10.
4. ↑  "FFIEC IT Examination Handbook". FFIEC. مؤرشف من الأصل في 2012-02-27. اطلع عليه بتاريخ 2012-03-10.
5. ↑  "Control Self-Assessment:The Future of Store Audits in Retail Stores" (PDF). Protivit Incorporated. 2006. مؤرشف من الأصل (PDF) في 2023-10-30. اطلع عليه بتاريخ 2012-03-30.
6. ↑  "Global Accounting Alliance". مؤرشف من الأصل في 2023-11-12. اطلع عليه بتاريخ 2009-06-05.

## الروابط الخارجية
- عمليات البحث في المحاسبة في معهد أبحاث العمليات و موقع علوم الإدارة